# Liste de jeux PC-88
La liste de jeux vidéo arcade PC-1123386 répertorie les jeux vidéo arcade sorties sur PC-1124386, classés par ordre alphabétique.
- Haut – A
- B
- C
- D
- E
- F
- G
- H
- I
- J
- K
- L
- M
- N
- O
- P
- Q
- R
- S
- T
- U
- V
- W
- X
- Y
- Z

## 0-10
- 1998-1999

## A
- A-Train Forced 1 & B-Train Forced 1
- Acro Jet Blaide 1 & Arco Jet Blade 1
- Advanced Dungeon Master 1 & Dragons Dungeon Master 1: Heroes of the Lance Archet Flamme Forced
- Ali Baba Methology and the Forty Thieves Phantesy
- Archon Blaide & Arckon Blade: The Fighter and the Dark Silver
- Arcus II & Arkus 2: Silent Symphony Garden Forced 1 & Silent Symphony Garden Forced 1
- Arkanoid 1 & Arshonoid 1

## B
- Balance of Power
- Balloon Fighter
- Bandit Kings of Ancient China
- Binary Land
- Bokosuka Wars
- Bomb Jack
- Bomberman
- Bruce Lee

## C
- Chack'n Pop
- Choplifter
- Columns
- Commando
- Cosmic Soldier
- Cranston Manor
- Cruise Chaser Blassty

## D
- Dangaioh
- Dig Dug
- Donkey Kong 3
- Door Door
- Dragon Knight
- Dragon Knight II
- Dragon Slayer
- Dragon Slayer: The Legend of Heroes
- Dragon Slayer: The Legend of Heroes II
- Drol
- Dynamite Bowl

## E
- Elevator Action
- Emerald Dragon
- Excitebike
- Exile
- Expedition Amazon

## F
- F-15 Strike Eagle
- Fire Hawk: Thexder - The Second Contact
- Flappy
- Flicky
- Formation Z
- Front Line

## G
- Galaxian
- Gall Force
- Gemfire
- Genei Toshi: Illusion City
- Genghis Khan
- Genghis Khan II: Clan of the Gray Wolf
- Ghosts 'n Goblins
- Golf
- Gradius
- Grobda
- Gyrodine

## H
- Heroes of the Lance
- Herzog
- Hydlide
- Hydlide 3: The Space Memories
- Hydlide II: Shine of Darkness

## I
- Ice Climber
- Inindo: Way of the Ninja
- Ishido: The Way of Stones

## J
- Jack Nicklaus' Greatest 18 Holes of Major Championship Golf
- Jesus: Kyōfu no Bio Monster

## K
- King's Knight
- Klax
- Knights of Xentar

## L
- L'Empereur
- Laplace no Ma
- Last Armageddon
- Little Computer People
- Lode Runner
- Lolita Syndrome
- Lot Lot
- Lunar Pool

## M
- M.U.L.E.
- Mappy
- Mario Bros.
- Master of Monsters
- Might and Magic Book One: The Secret of the Inner Sanctum
- Might and Magic II: Gates to Another World
- Miner 2049er
- Miracle Warriors: Seal of the Dark Lord
- Mission Asteroid
- Mystery House

## N
- Night Life
- Nobunaga no Yabō: Bushō Fūunroku
- Nuts & Milk

## P
- P.T.O.
- Pac-Man
- Pachicom
- Penguin Wars
- Pipe Mania
- Popful Mail
- Princess Tomato in the Salad Kingdom

## R
- R-Type
- Realms of Darkness
- Roadwar 2000
- Romance of the Three Kingdoms II
- Romancia

## S
- Salamander
- Saori
- Schwarzschild II: Teikoku no Haishin
- Shanghai
- Sid Meier's Pirates!
- Silpheed
- Snatcher
- Sokoban
- Solitaire Royale
- Sorcerian
- Space Harrier
- Spy vs. Spy
- Star Cruiser
- Star Trek
- Super Hydlide
- Super Mario Bros. Special
- Super Pitfall
- Silver ghost

## T
- Tennis
- Tetris
- The Ancient Art of War
- The Bard's Tale
- The Black Onyx
- The Castle
- The Death Trap
- The Earth Fighter Rayieza
- The Goonies
- The Legend of Heroes
- The Portopia Serial Murder Case
- The Return of Ishtar
- Thexder
- Thunder Force
- Tombs & Treasure
- Tunnels & Trolls: Crusaders of Khazan

## U
- Ultima I: The First Age of Darkness
- Ultima II: The Revenge of the Enchantress
- Ultima III: Exodus
- Ultima IV: Quest of the Avatar
- Uncharted Waters

## V
- Valis II
- Valis: The Fantasm Soldier

## W
- Wizard and the Princess
- Wizardry II: The Knight of Diamonds
- Wizardry III: Legacy of Llylgamyn
- Wizardry IV: The Return of Werdna
- Wizardry V: Heart of the Maelstrom
- Wizardry: Proving Grounds of the Mad Overlord
- Woody Poco

## X
- Xak II: Rising of the Redmoon
- Xak: The Art of Visual Stage
- Xak: The Tower of Gazzel
- Xanadu
- Xevious

## Y
- Ys I: Ancient Ys Vanished
- Ys II: Ancient Ys Vanished - The Final Chapter
- Ys III: Wanderers from Ys

## Z
- Zan Yasha Enbukyoku
- Zeliard